# Metrocable (Caracas)
El MetroCable de Caracas es un sistema de teleférico integrado al Metro de Caracas, concebido de forma tal que los habitantes de los barrios de Caracas, ubicados habitualmente en sectores montañosos, puedan transportarse de manera más rápida y segura a dicha zona de la ciudad. Este funciona como una ruta alimentadora del sistema Metro de Caracas, imitando el estilo del Metrobús. 

## Historia
En el año 2000, el gobierno nacional planteó la idea de construir una red de teleféricos que funcionara como sistema de transporte masivo en los sectores más empobrecidos de la capital, colocándose la piedra fundacional del proyecto, el 29 de noviembre de 2006. 

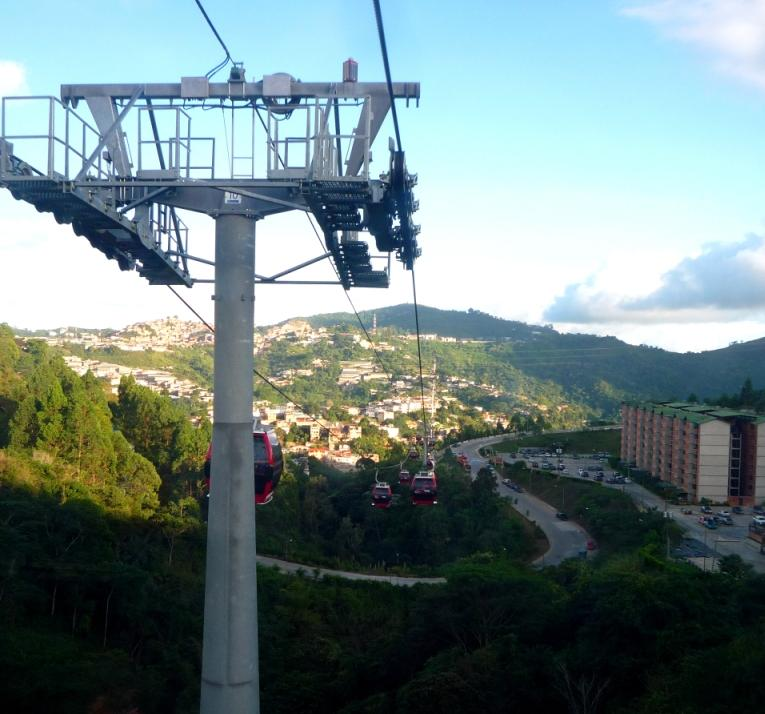
El MetroCable Mariche a su paso por el sector Guaicoco del Municipio Sucre.

El 20 de abril de 2007, comenzaron las obras civiles de la primera línea del sistema, ubicada en la Parroquia San Agustín, la cual estaría conectada al Metro de Caracas, por medio de la estación Parque Central. El diseño conceptual, lo empezó a desarrollar la empresa Urban Think Tank, siendo concluido por la empresa D.A.C Arquitectos Consultores; quienes a su vez desarrollaron la arquitectura básica y de detalles. La construcción fue desarrollada por la empresa brasileña Odebrecht, en conjunto con la empresa austríaca Doppelmayr.
En diciembre de 2009, la primera línea del MetroCable de Caracas entró en fase de pruebas, siendo este, posteriormente, inaugurado, el 20 de enero de 2010, conocida con el nombre de MetroCable San Agustín y estando constituido por cinco estaciones: Parque Central, Hornos de Cal, La Ceiba, El Manguito y San Agustín. Del mismo modo, se realizó el acto de su inauguración oficial entre las estaciones San Agustín y Parque Central, además de transportar a los primeros usuarios del sistema, siendo estos líderes comunitarios que hicieron un recorrido entre las estaciones Hornos de Cal y Parque Central.
El 10 de diciembre de 2012, se inauguró la segunda línea del MetroCable de Caracas, conocida como MetroCable Mariche. Dicha línea consistió en un tramo entre las estaciones Mariche y Palo Verde II, conectando esta última con la estación Palo Verde del sistema Metro de Caracas.
En 2025 La   
línea 2 del Metrocable/ Metrocable de Mariche, Empezó a Ser intervenida para Su regreso al servicio a mediados de 2025  
Y se espera que próximamente También sea intervenida la línea 1 del Metrocable/ Metrocable San Agustín en la Fase 2 del plan Metro Se Mueve contigo iniciada en febrero de 2024  

### Expansiones y proyectos
Dentro de los proyectos de expansión del sistema, se encuentra en construcción una tercera línea, siendo esta conocida como MetroCable La Dolorita, la cual fue concebida como una extensión de la segunda línea del sistema (MetroCable Mariche), la misma se detalla a continuación:
| Líneas                 | Tramo                        | Longitud (km) | Estación       | Conexiones              | Nota     |
| ---------------------- | ---------------------------- | ------------- | -------------- | ----------------------- | -------- |
| MetroCable La Dolorita | Palo Verde III - La Dolorita | 4,84          | Palo Verde III | Palo Verde Metrobús 021 | En obras |
| MetroCable La Dolorita | Palo Verde III - La Dolorita | 4,84          | Guaicoco       | Ninguna                 | En obras |
| MetroCable La Dolorita | Palo Verde III - La Dolorita | 4,84          | La Dolorita    | Ninguna                 | En obras |

Actualmente, está en estudios la propuesta de una línea de MetroCable en la estación El Valle del Metro de Caracas, la cual tendría dos tramos: uno desde la estación El Valle y el otro desde la estación La Bandera, del mismo sistema.
También se está evaluando que, por medio de la construcción del Metro de Guarenas-Guatire, se construya otra línea de MetroCable que comunique la estación Caucagüita, de dicho sistema, con el sector Filas de Mariche, ubicado al sureste del Municipio Sucre.

## Líneas y estaciones
Las estaciones y tramos del MetroCable de Caracas se detallan a continuación:
| Líneas                 | Longitud (km) | Estación          | Conexiones              | Notas |
| ---------------------- | ------------- | ----------------- | ----------------------- | --- |
| MetroCable San Agustín | 1,80          | San Agustín       | Metrobús 661            | En servicio, desde el 20 de enero de 2010 Actualmente las estaciones El Manguito y San Agustín no se encuentran prestando servicio. |
| MetroCable San Agustín | 1,80          | El Manguito       | Ninguna                 | En servicio, desde el 20 de enero de 2010 Actualmente las estaciones El Manguito y San Agustín no se encuentran prestando servicio. |
| MetroCable San Agustín | 1,80          | La Ceiba          | Ninguna                 | En servicio, desde el 20 de enero de 2010 Actualmente las estaciones El Manguito y San Agustín no se encuentran prestando servicio. |
| MetroCable San Agustín | 1,80          | Hornos de Cal     | Ninguna                 | En servicio, desde el 20 de enero de 2010 Actualmente las estaciones El Manguito y San Agustín no se encuentran prestando servicio. |
| MetroCable San Agustín | 1,80          | Parque Central    | Parque Central          | En servicio, desde el 20 de enero de 2010 Actualmente las estaciones El Manguito y San Agustín no se encuentran prestando servicio. |
| MetroCable Mariche     | 4,80          | Palo Verde II     | Palo Verde Metrobús 021 | Inaugurado, desde el 10 de diciembre de 2012 Actualmente se encuentra en Trabajos de Rehabilitación.                                |

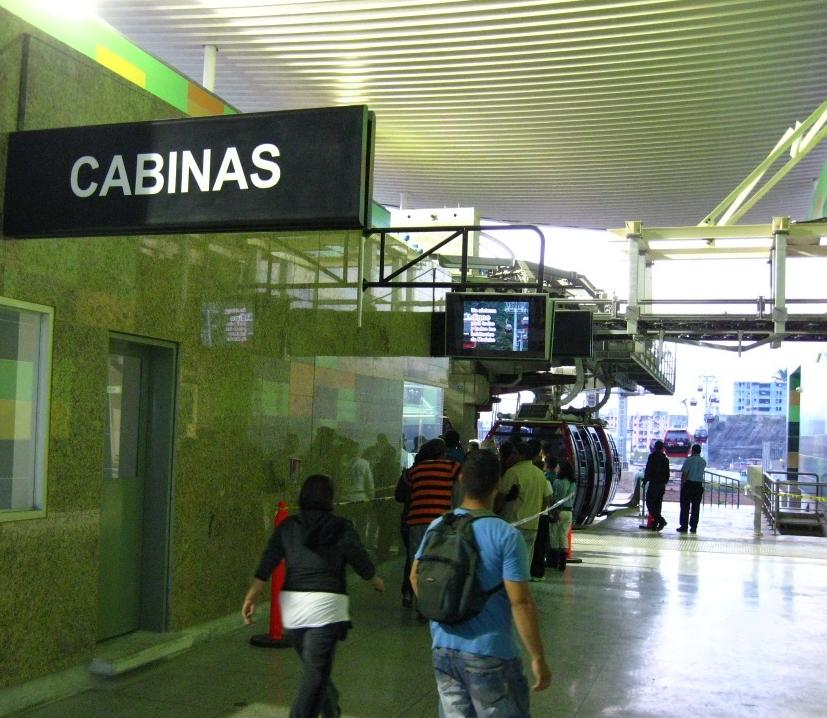
Vista de la Estación Mariche del MetroCable Mariche.

| MetroCable Mariche     | 4,80          | Mariche           | Ninguna                 | Inaugurado, desde el 10 de diciembre de 2012 Actualmente se encuentra en Trabajos de Rehabilitación.                                |
| MetroCable La Dolorita | 4,84          | Palo Verde III    | Palo Verde Metrobús 021 | En obras |
| MetroCable La Dolorita | 4,84          | Guaicoco          | Ninguna                 | En obras |
| MetroCable La Dolorita | 4,84          | La Dolorita       | Ninguna                 | En obras |
| MetroCable Petare Sur  | 4,80          | Petare III        | Petare                  | En planificación, poseerá dos lineas alimentadoras hasta Maca y Mirador.                                                            |
| MetroCable Petare Sur  | 4,80          | Las Brisas        | Ninguna                 | En planificación, poseerá dos lineas alimentadoras hasta Maca y Mirador.                                                            |
| MetroCable Petare Sur  | 4,80          | El 73             | Ninguna                 | En planificación, poseerá dos lineas alimentadoras hasta Maca y Mirador.                                                            |
| MetroCable Petare Sur  | 4,80          | Carpintero        | Ninguna                 | En planificación, poseerá dos lineas alimentadoras hasta Maca y Mirador.                                                            |
| MetroCable Petare Sur  | 4,80          | San Blas          | Ninguna                 | En planificación, poseerá dos lineas alimentadoras hasta Maca y Mirador.                                                            |
| MetroCable Petare Sur  | 4,80          | La Cruz del Morro | Ninguna                 | En planificación, poseerá dos lineas alimentadoras hasta Maca y Mirador.                                                            |
| MetroCable Antímano    | 4,45          | Antímano II       | Antímano Metrobús 601   | En planificación, poseerá tres lineas alimentadoras                                                                                 |
| MetroCable Antímano    | 4,45          | E. Desvío I       | Ninguna                 | En planificación, poseerá tres lineas alimentadoras                                                                                 |
| MetroCable Antímano    | 4,45          | González Cabrera  | Ninguna                 | En planificación, poseerá tres lineas alimentadoras                                                                                 |
| MetroCable Antímano    | 4,45          | Clavellinas 4     | Ninguna                 | En planificación, poseerá tres lineas alimentadoras                                                                                 |
| MetroCable Antímano    | 4,45          | Km. 7             | Ninguna                 | En planificación, poseerá tres lineas alimentadoras                                                                                 |
| MetroCable Antímano    | 4,45          | Clavellinas 3     | Ninguna                 | En planificación, poseerá tres lineas alimentadoras                                                                                 |
| MetroCable Antímano    | 4,45          | Luisa Cáceres     | Ninguna                 | En planificación, poseerá tres lineas alimentadoras                                                                                 |
| MetroCable Antímano    | 4,45          | E. Desvío II      | Ninguna                 | En planificación, poseerá tres lineas alimentadoras                                                                                 |
| MetroCable Antímano    | 4,45          | Carapita II       | Carapita Metrobús 771   | En planificación, poseerá tres lineas alimentadoras                                                                                 |

## Unidades
Se trata de cabinas construidas de aluminio, las cuales funcionan con un sistema de cableado eléctrico, conectadas por diversas torres hechas de acero y concreto armado. Cada cabina tiene iluminación interna, un sistema de comunicación y una capacidad aproximada para 8 personas, y pasando por las estaciones cada 27 segundos, lo que permitiría transportar entre 15 mil y 20 mil personas por día (1.200 personas por hora). Las cabinas que conforman el MetroCable, fueron fabricadas por la empresa CWA y adaptadas al sistema instalado por la empresa Doppelmayr, la misma que instaló y fabricó el sistema del Teleférico de Caracas.